# عثة المذنب
عثة المذنب أو عثة مدغشقر القمرية (الإسم العلمي: Argema mittrei) هي عثة موطنها الغابات المطيرة في مدغشقر. تم وصف هذا النوع لأول مرة من قبل فيليكس إدوارد غيران-منفيل عام 1847. يبلغ طول جناحي الذكر 20 سم وامتداد ذيله 15 سم، مما يجعلها واحدة من أكبر عث الحرير في العالم. وتضع الأنثى 120-170 بيضة، وبعد الفقس، تتغذى اليرقات على يوجينيا و الوينمانية. تحتوي الشرنقة على العديد من الثقوب لمنع الخادرة من الغرق في الأمطار اليومية لموائلها الطبيعية. على الرغم من أن عثة المذنب مهددة بالانقراض في البرية بسبب فقدان الموائل ، فقد تم تربيتها في الأسر.

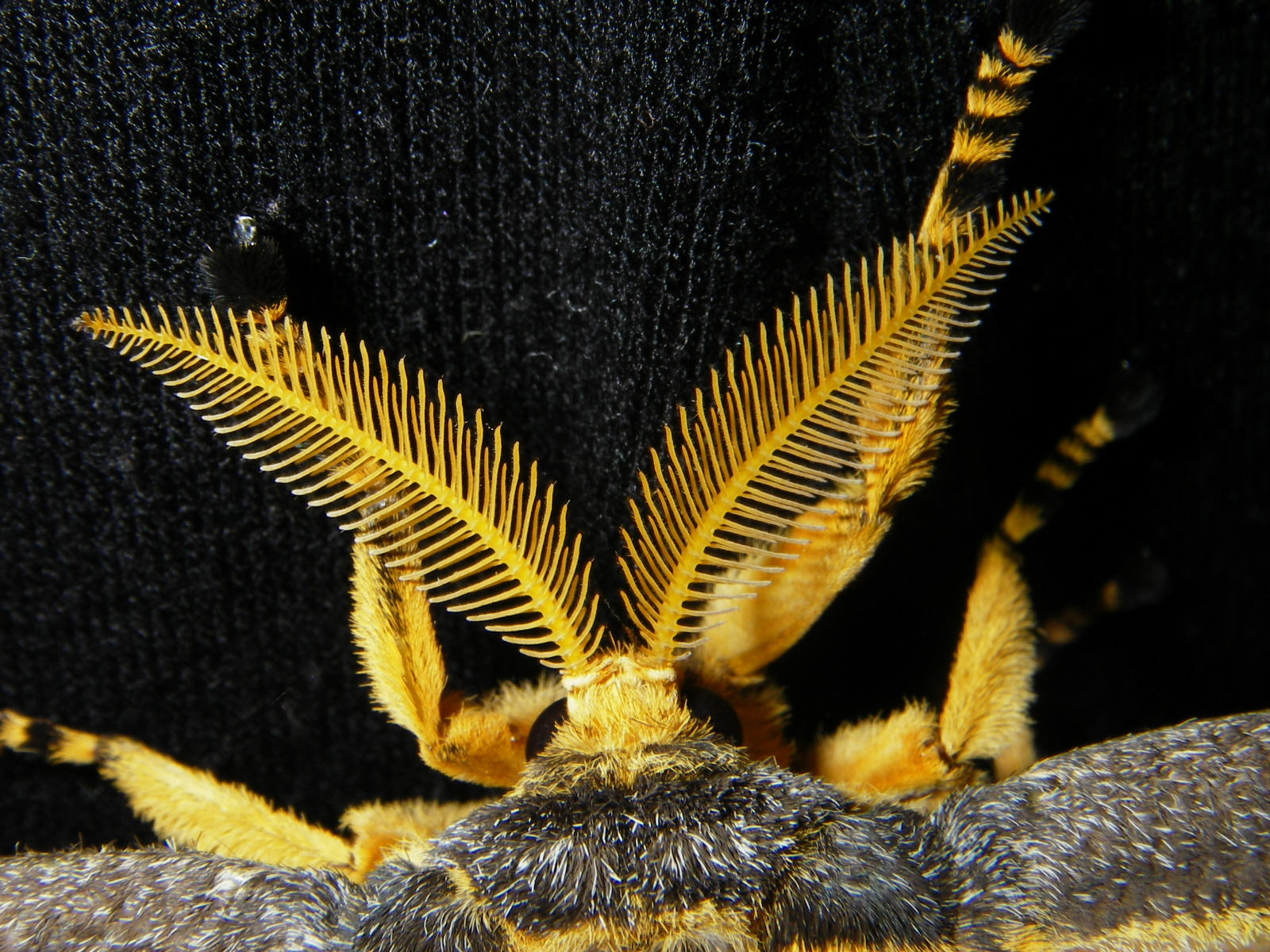
رأس عثة المذنب
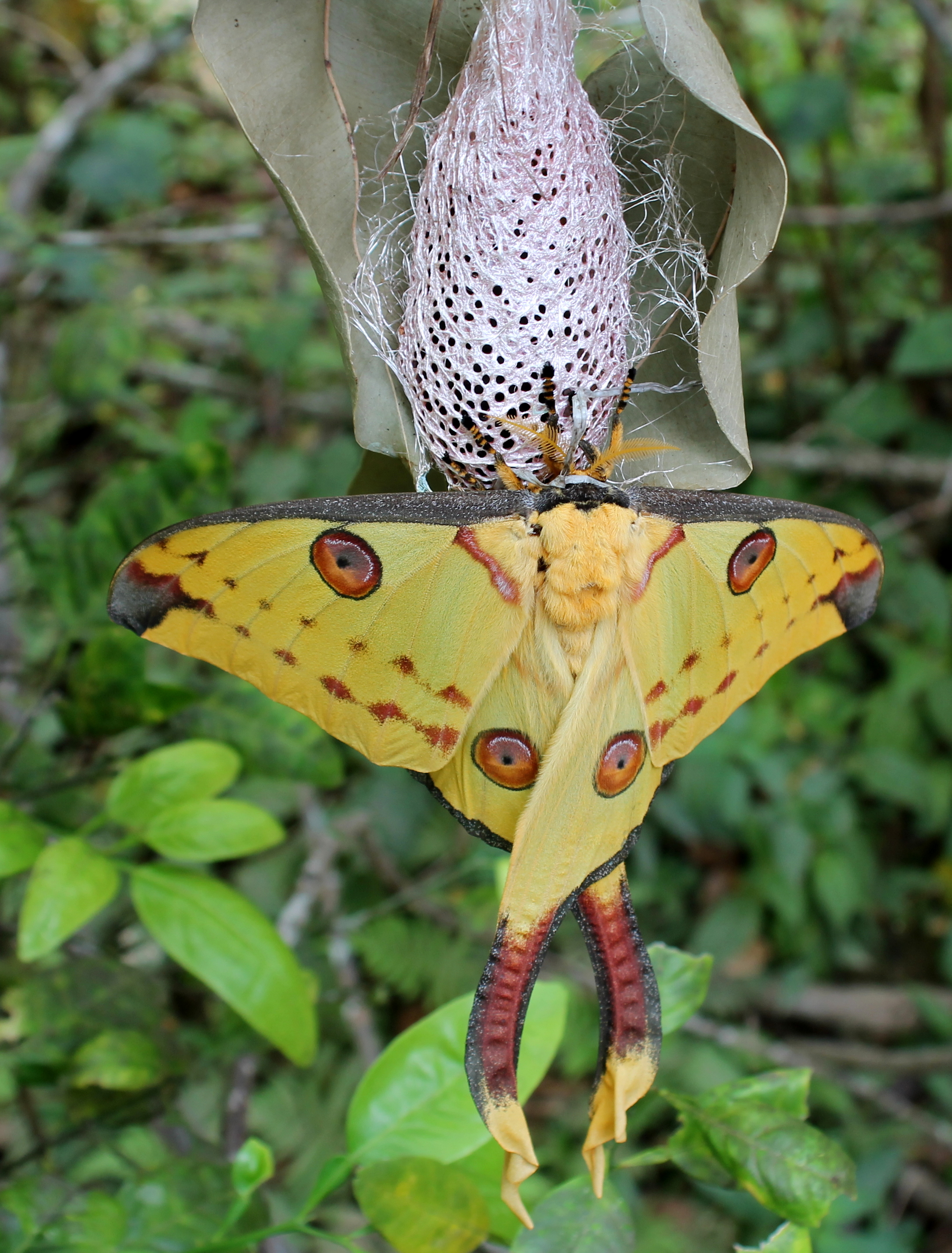
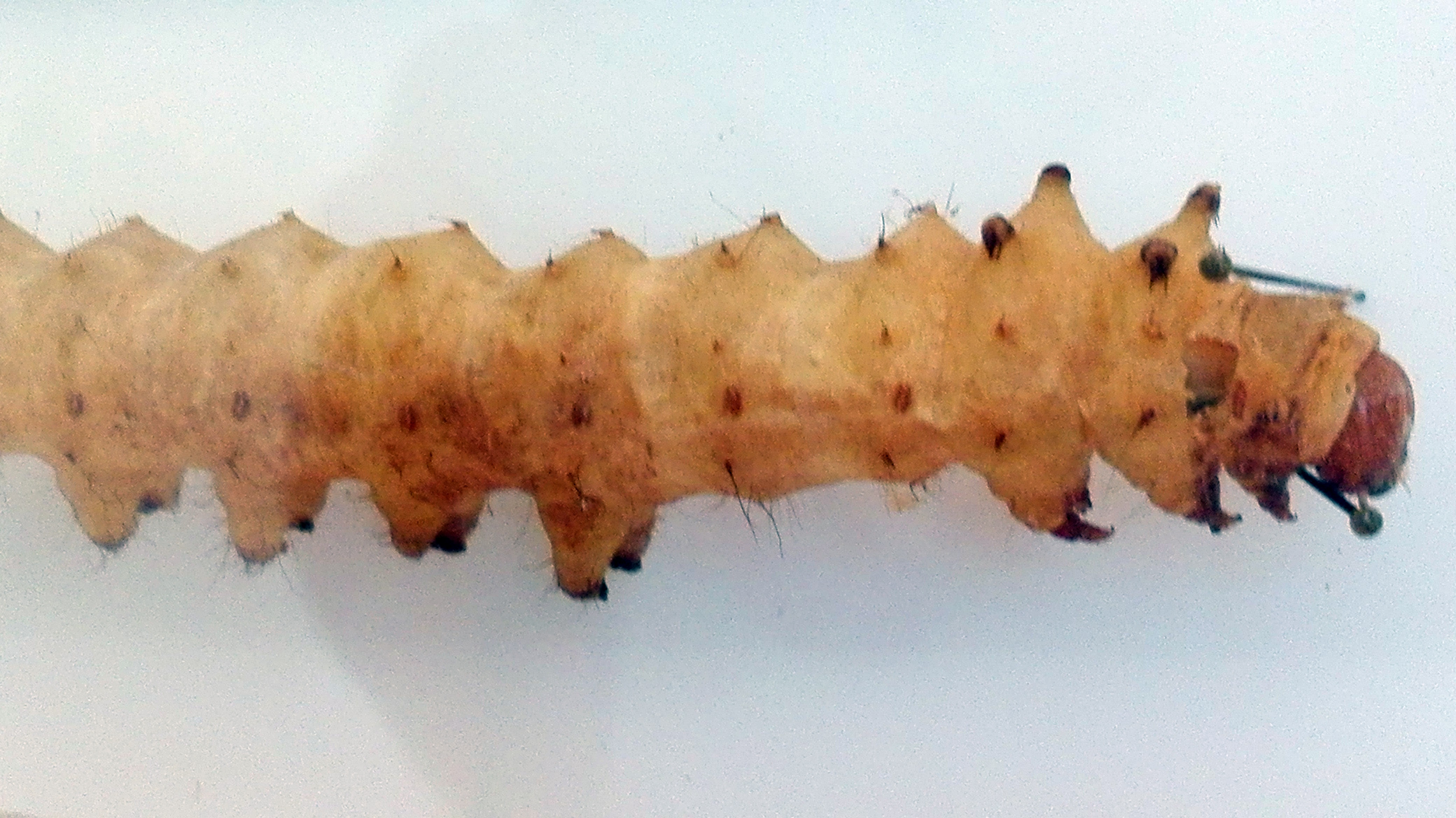
يرقة
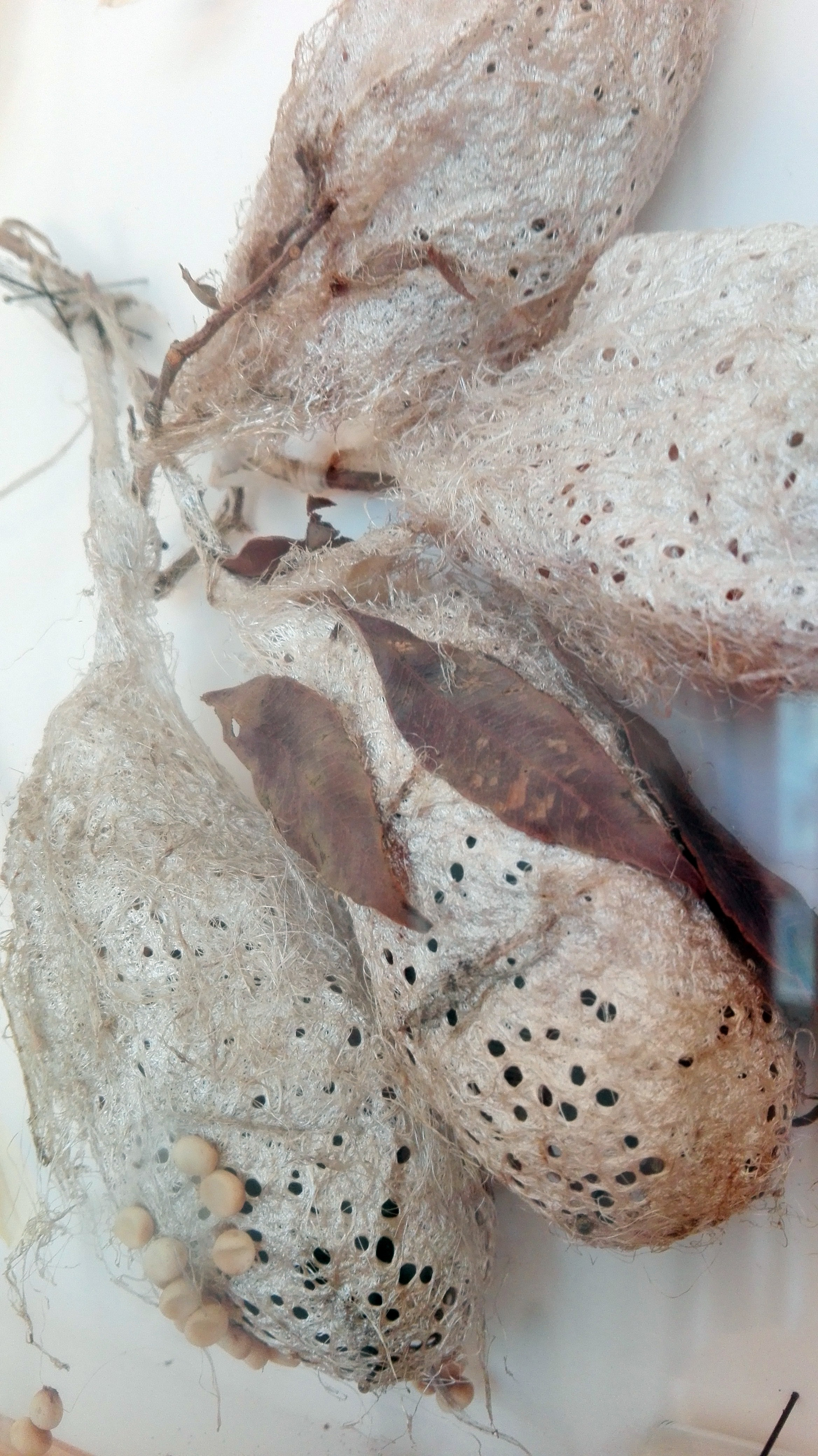
شرانق وبيض
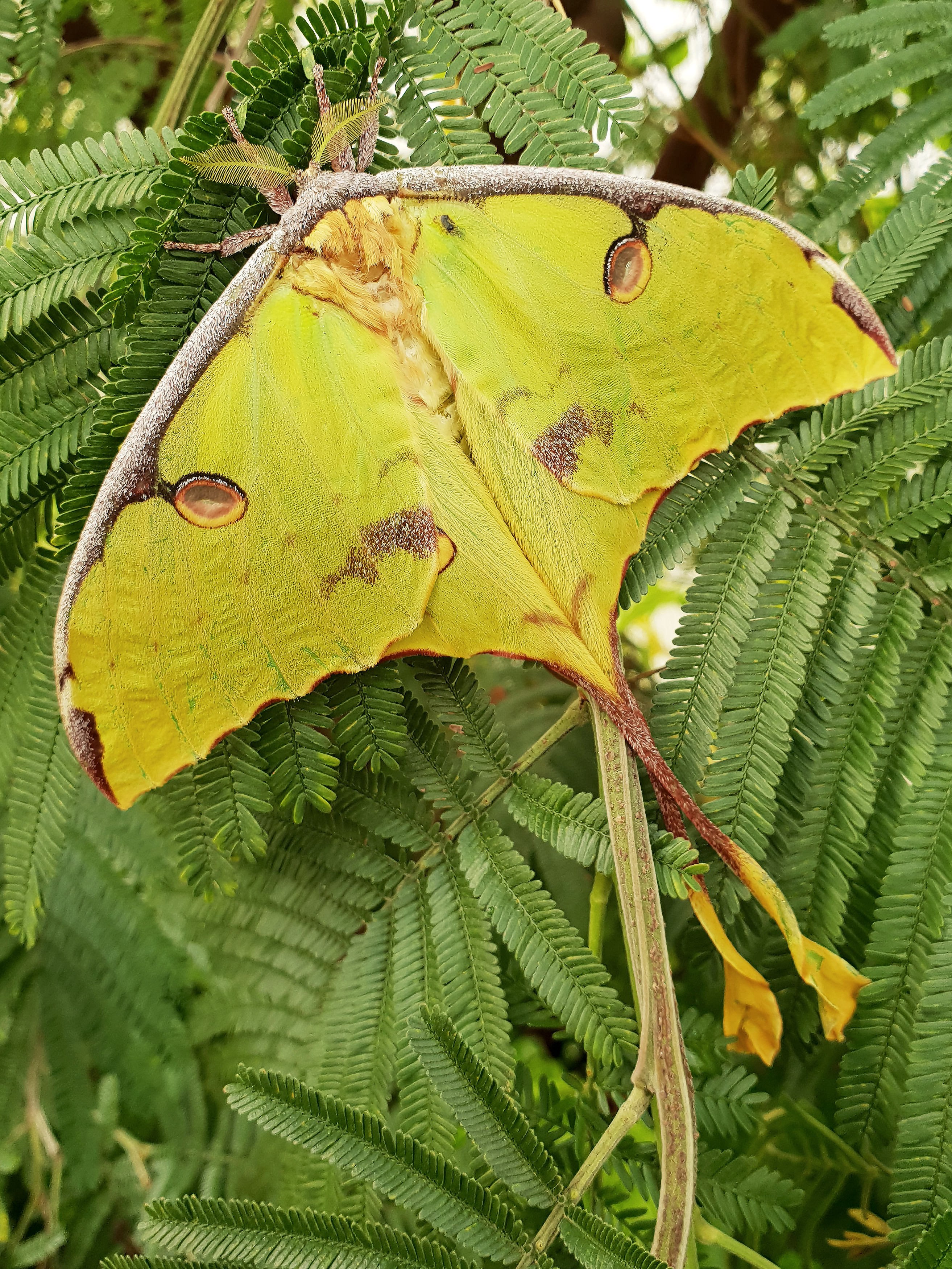
ذكر